# 유수 (교동공왕)
교동공왕 유수(膠東共王 劉授, ? ~ 기원전 15년)는 중국 전한의 제후왕으로, 교동왕이다. 교동경왕 유음의 아들이다.
교동경왕 54년(기원전 29년)에 아버지가 죽자 교동왕을 계승했다. 교동공왕 14년(기원전 15년)에 죽어 아들 교동왕 유은이 교동왕을 계승했다.

## 가계
- 교동경왕 유음
  - 교동공왕 유수
    - 교동왕 유은
    - 능석후 유경
    - 임안후 유민
    - 서향후 유계(劉炔)[3]
    - 당향애후 유회[4]

능석후는 홍가 4년(기원전 17년) 6월 을사일에, 임안후는 영시 4년(기원전 9년) 5월 무신일에, 서향후는 원연 원년(기원전 12년) 2월 계묘일, 당향애후는 수화 원년(기원전 8년) 5월 무오일에 봉해졌다 한다. 서향후는 서향후 계 21년(9년)에 왕망을 죽이려고 거병했다가 죽었다.